# 公羊主戰坦克
C1「公羊」戰車（又稱，又譯作「白羊座」:47）是義大利陸軍現役的主力戰車，為繼OF-40主力戰車後自主設計的第三世代國產戰車，該名稱取自紀念第二次世界大戰於北非作戰的第132「公羊」裝甲師。
二戰戰後由於義大利地處美蘇冷戰相對後方的位置，加之戰後軍事工業凋敝、政治因素等原因，很長時間一直進口外國戰車，直到1950年代中陸續累積經驗，逐漸復甦其戰車國產能力。1980年代，義大利軍方決定建立快速反應部隊，而為替換自1980年代起已呈過時的美製M47、M60戰車和德製豹1戰車，其陸軍一度考慮進口德國豹2戰車，但遭到其工業界強烈抗議，因而轉往本國研發，由奧托梅萊拉和菲亚特組成聯合體負責，僅用兩年便於1987年2月生產出「公羊」的樣車，性能上亦滿足其陸軍的需求。然而正要大量生產列裝時，由於东欧剧变、蘇聯解體、南斯拉夫解體等事件，使得義大利採購該戰車的軍事需求驟減，僅通過採購預算便延宕5年之久，原計畫裝備的700輛也最終縮減至200輛。
「公羊」戰車採用仿造德國Rh-120滑膛炮的120公釐44倍徑滑膛主炮，火控系統為本國研發的「共通構型模組化戰車射控系統」（TURMS），與「半人馬」裝甲車通用、防護上則為複合裝甲。然而「公羊」戰車與同時期外銷市場上活躍的主要戰車——如豹2、美製M1艾布蘭主力戰車仍持續更新不同，儘管2000年代初曾有過升級為「C2」（或稱Mk II、公羊2）的計畫，但始終未能實現，其整體性能嚴重過時。然而2014年俄羅斯入侵克里米亞，使「公羊」戰車的現代化再次被提上議程，最終於2019年8月通過升級研究計畫，並將其中125輛在日後十年內升級，延續其服役壽命至2035年。另外，義大利國防部亦於2023年7月宣佈將耗資40至80億歐元採購超過100輛豹2戰車。

## 研製背景與需求
第二次世界大戰結束後，作為戰敗國的義大利軍事工業受到嚴重打擊，加之其處於冷戰美蘇對抗相對於「後方」的位置，義大利長期未研發自己的主力戰車，其重建的陸軍也僅在政治考量下裝備少量進口戰車:36:42。1950年代義大利主要裝備美製M47戰車，但由於其隨著時間日趨過時，義大利決心研製國產新戰車，但受限本身軍工實力不足，因而於參與西德與法國在1956年開展的「歐洲標準戰車」聯合研製計畫，然而這兩國因為利益衝突中止了合作，義大利只能自美國進口300輛M60A1戰車取代M47，其中100輛為美國生產，另外200輛由奧托梅萊拉依許可證後生產，但美製戰車實際上不適用義大利的多山環境，難以進行戰略佈署:37，因此義大利又試圖尋找新的代用品，最終選擇西德的豹1戰車，連同其全套技術資料和生產許可證:23。由於受到美國的政治壓力，義大利一直到1970年才採購800輛豹1，除最初的200輛為德國生產外，其餘皆由奧托梅萊拉憑證生產，而為M60與豹1生產累積的經驗使奧托梅萊拉掌握現代主力戰車有關技術，得以復甦了本國的戰車工業:37:23。義大利的第一款戰後國產戰車為「獅」式主力戰車（Leone），其採用豹1的底盤和英國皇家兵工廠的L7戰車炮，但因為兩者專利權問題無法獲得生產許可而胎死腹中:24，之後奧托梅萊拉與汽車大廠菲亚特組成聯合體，於1980年推出了OF-40主力戰車。然而由於當時已為部份國家推出自己第三世代主力戰車，技術上作為第二世代、且部份戰術指標也不符的OF-40未被義大利本國軍隊接受，僅阿拉伯聯合酋長國訂購36輛:37。儘管如此，研製OF-40戰車的經驗仍使義大利軍工業在走入研發第三世代戰車打下了重要的基礎:37。
1980年代初期，義大利軍方決定建立快速反應部隊，並研製相應的新裝備，用於取代被認為已過時的M60與豹1（30個主力戰車營中還有8個裝備的是更過時的M47:64）:38，1982年，義大利議會通過「陸軍再裝備計畫」，大幅提高國防預算:25。起初義大利軍方試圖直接連同生產線進口裝備德國豹2戰車約250至300輛，預計在五年內籌備授權生產:64，但遭到義大利工業界強烈反對，以奧托梅萊拉和歐霸菲亚特為首向軍方和政府施壓，宣稱「義大利有必要在陸軍裝甲戰鬥裝備方面擺脫對國外的依賴，同時可以大大增加國內工業生產值和大量的就業和科研崗位，讓義大利在未來的合作項目談判中處於有利地位」:64，軍方最終於1984年初妥協，放棄進口豹2、改由本國研發新式主力戰車，該車將連同同時研製的「半人馬座」裝甲車，構成義大利陸軍「裝甲部隊現代化計畫」的核心裝備:25。1985年2月，義大利軍方公佈有關新型戰車技術指標：一、必須具備高級火控能力；二、裝備120公釐高膛壓滑膛炮；三、具備良好防護能力與勤務性能；四、動力系統盡可能與研製中或未來的履帶式車輛通用；五、提高應對直昇機威脅的能力:65
新式戰車同樣由奧托梅萊拉與菲亚特組成聯合體研發，前者為負責整車研發的主承包商，後者則負責動力裝置和懸掛裝置:38。為降低成本，義大利將技術重點放在電子與火控系統上，火控系統與「標槍」步兵戰車和「半人馬座」裝甲車通用，大量部件則使用已經成熟的技術，部份零件如傳動系統為德國ZF公司的LSG3000全自動傳動裝置則外包給該國生產，底盤也與OF-40有許多相同之處，戰車整體布局大量借鑒豹1和豹2戰車的設計:68-69。1980年代中期德國萊茵金屬也向義大利出口了120公釐L44滑膛戰車炮的技術，使奧托梅萊拉迅速仿製自己的大口徑滑膛炮與相應的彈藥:69。1987年2月，新式戰車生產出第一輛樣車，於奧托梅萊拉的試驗場向義大利陸軍參謀長路易吉·波利上將進行動態展示:65。至1988年，奧托梅萊拉完成組裝了6輛樣車，交給義大利軍方測試，測試時程長達450多天，7台樣車（連同一台台架測試車）共發射3000多發120公釐炮彈，總行程超過16,000公里:69、研發總成本約為9.7億美金。義大利陸軍對該車性能非常滿意，為盡快裝備甚至起用「年度防禦撥款計畫」，得以通過議會表決獲得採購資金:65。義大利軍方賦予新戰車代號為「C1」，「C」為義大利語「戰車」（Carro armato）首字:24，名字則最早稱作「三色旗」（Tricolore），後改稱「公羊」（或譯作「白羊座」），用於紀念第二次世界大戰於北非戰場作戰的第132「公羊」裝甲師。

## 設計

### 火力

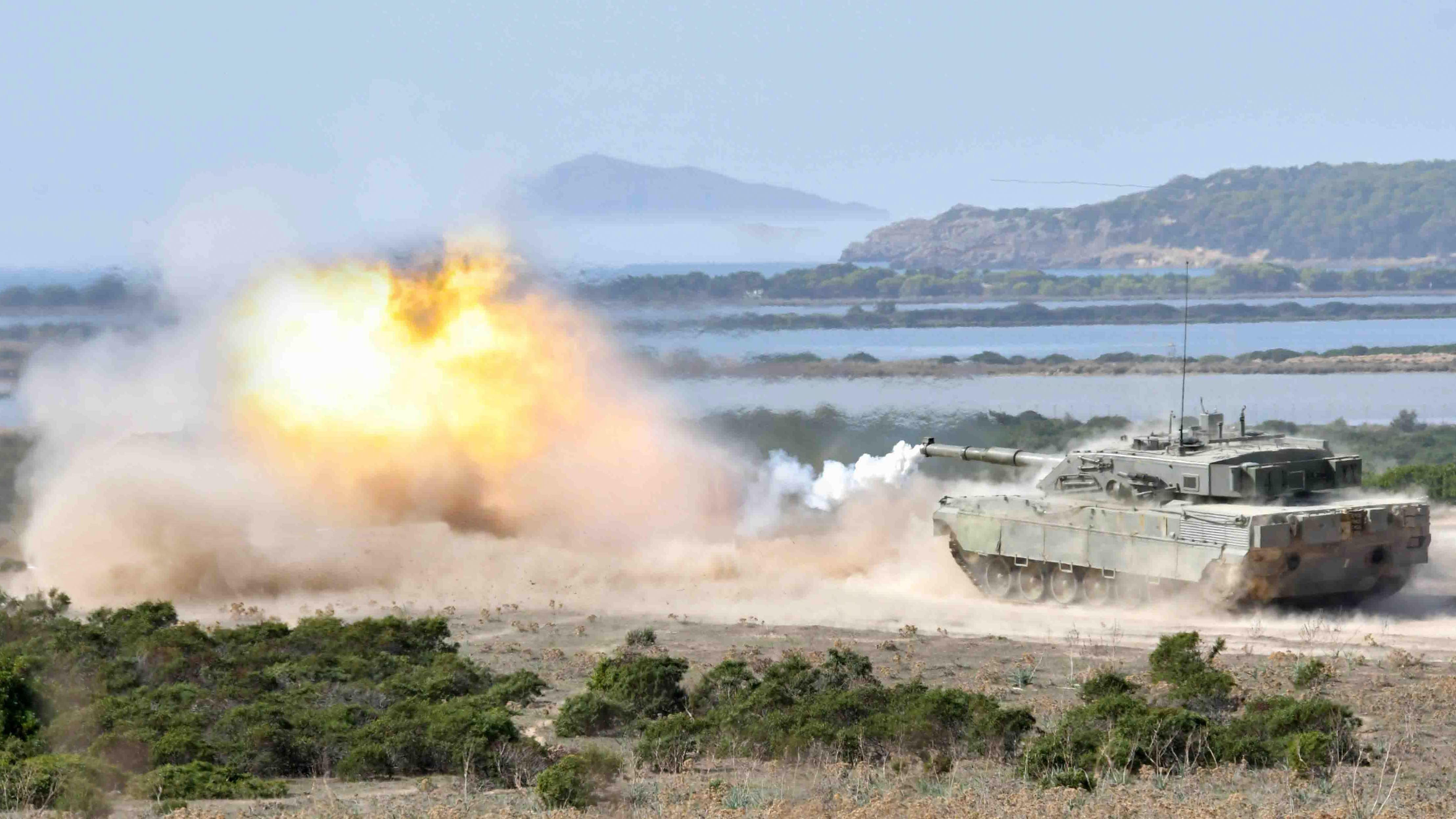
2022年「紅秋演習」（Red Autumn）中開炮的第4戰車團(義大利)「公羊」戰車

「公羊」戰車採用奧托梅萊拉仿製德國萊茵金屬Rh-120戰車炮的口徑120公釐44倍徑滑膛炮:69:25，但外型上與其大相逕庭，裝有炮口參考系統、抽氣裝置和熱套筒，炮身以電渣重熔炮鋼製造、膛內鍍鉻，使用壽命約800發炮彈，有效射程約2000公尺、最高初速約每秒1700公尺:48-49。「公羊」主炮為立楔式半自動炮栓，後座裝置由同心式駐退機和充氮式制退器組成:25，值得注意的是「公羊」主炮的俯仰角為-9至+20度，最大仰角高於同世代主力戰車的標準，因此也有人認為該炮具反武裝直昇機的能力:25。「公羊」可攜帶42發炮彈，其中15發儲存於炮塔尾艙、27發存於車體內:43，炮塔尾艙有洩壓板，能迅速排出爆炸波:25。「公羊」可發射北約所有的120公釐炮彈:25，早期裝備的是由萊茵金屬授權義大利SNIA-BPD公司生產的DM-33型翼穩脫殼穿甲彈（重23公斤、長88.9公分、發射初速每秒1,650公尺）和DM-12型反戰車高爆彈（重24.5公斤、長98.1公分、發射初速每秒1,140公尺）:48。2001年，義大利軍改為裝備以色列軍事工業公司製的CL3143翼穩脫殼穿甲彈和CL3105高爆彈、萊茵金屬製DM-38型翼穩脫殼穿甲彈，而原有的5,000枚DM-33型則轉為訓練用彈。輔助武器方面，「公羊」戰車有著主炮左側的同軸機槍和車長指揮塔蓋上的高射機槍，皆為7.62公釐口徑的貝瑞塔MG 42/59機槍，備彈2,400發。
「公羊」戰車的火控系統為加利略自主研發的「共通構型模組化戰車射控系統」（TURMS）OG14L3型，與「半人馬」裝甲車通用，並配有由義大利和法國SFIM公司共同研製的SP-T-649型車長全景晝間瞄準儀，可做到360度旋轉和-10至+60度的俯仰移動:38，車長還具備專用螢幕能在夜間顯示炮手瞄準儀的熱成像、炮手的穩定式雷射瞄準儀則由穩定式反射鏡頭、觀察鏡、雷射收發器和熱成像儀四個部件所組成、COSMO彈道計算機則能完成全車射控裝置、感應器、自檢裝置和訓練裝置的計算和管理:47-48。

### 車體布局與防護力

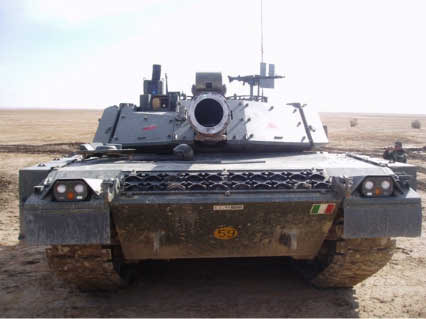
「公羊」戰車正面照，見其炮塔和車體兩側裝有附加裝甲。

「公羊」戰車內分為三個艙室：右前方為駕駛艙、中部為戰鬥艙、車體後部則為引擎和傳動裝置所在:69。炮塔位於車體中部上方，車長位於炮塔右側、炮手位於車長前下方、裝填手則在炮塔左側，屬西方戰車的常規布局:69。「公羊」戰車車體和砲塔採用全焊接鋼結構，主要防護裝甲為正面和側面的複合裝甲，炮塔前傾角為45度:70，頂部亦有額外裝甲防止攻頂反戰車飛彈的攻擊，炮塔內則有克維拉製的板甲防止破片射入其中，亦有Sekur SpA公司開發的SP-180核生化防護系統保護其有關攻擊，在日後的改進型計畫中也配置了附加裝甲（見下章節）。此外，「公羊」還有與人馬座同款的8具Galix 80公釐煙霧發射器（炮塔兩側各4），能發射ECL照明彈、FUM煙幕彈、LACRY鎮暴催淚彈、AP-DR高爆破片彈、AP-TCP人員殺傷爆震彈和LEUR熱焰干擾彈等:49，但義大利陸軍僅使用FUM-B型煙幕彈。「公羊」戰車車內還有海龍氣體滅火系統，可由戰鬥艙和引擎室內的傳感器自動啟動。
「公羊」戰車全重僅54噸，與其他同時代西方第三代主力戰車如M1A2的66噸和豹2A6M的62.5噸要輕得多，很大程度上是基於義大利考慮在本國山地地區作戰的國情所設計，也因此「公羊」戰車一直被視為西方國家戰車中防護力最低的。

### 機動性
「公羊」戰車的動力系統為引擎、變速箱和冷卻系統一體式結構，可在一小時內裝卸完畢:25。引擎由菲亚特生產，為MTCA型12缸4行程渦輪增壓水冷式柴油引擎:25，最大功率為1300匹馬力，由於與同時代其他主力戰車的1500匹馬力引擎為低而頗受批評，傳動裝置為德國ZF公司授權菲亚特生產的LSG-3000型變速箱，有4個前進檔和2個倒車檔，最大航程約550公里:25、最大公路時速65公里:25、從靜止加速至時速32公里僅需7.5秒，這方面也是配合義大利本土山地多，公路坡高、常需爬坡以及反覆停車與啟動:66。「公羊」戰車懸掛系統為傳統的扭力桿式，兩側各有7個路輪，除了第4和第5個路輪外均有梅希耶（Messier）液壓減震器，履帶則為帶橡膠襯墊的雙銷式鋼質履帶:25，寬618公釐。 

## 生產與服役

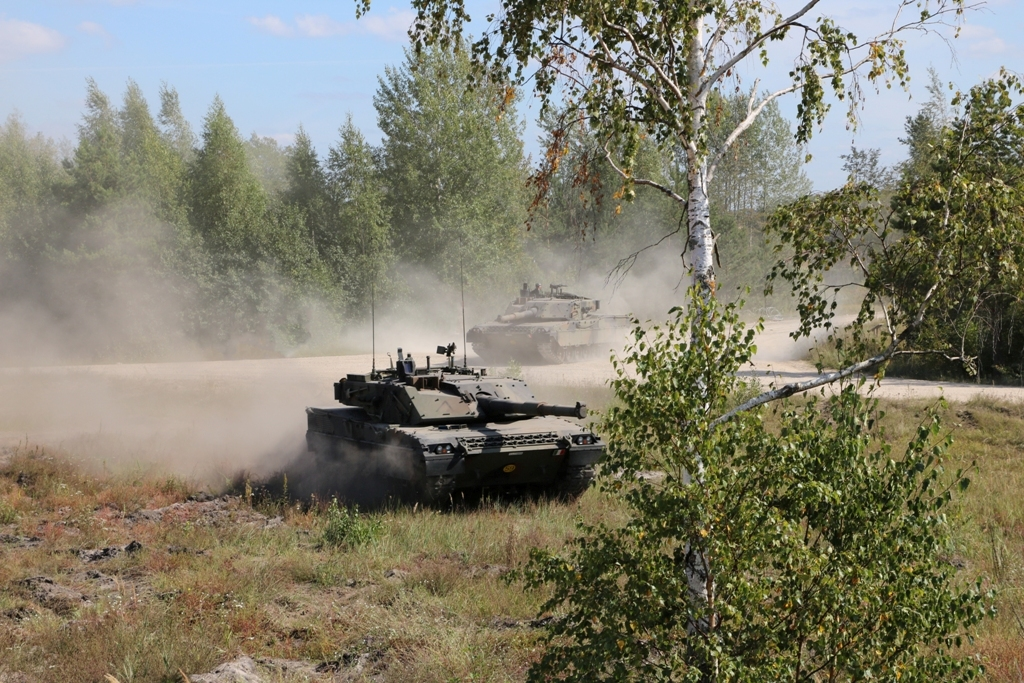
2019年9月在拉脫維亞演習的義大利第4裝甲團 (義大利)「公羊」戰車

義大利陸軍起初訂購700輛，前400輛為標準版主力戰車，後300輛將以其底盤改造為特種車輛，如工程車或架橋車，首批車輛預計將於1990年交付，並在1994年交付300輛，並將替換第132裝甲旅、第32「馬梅利」裝甲旅和第8「加里波底」機械化旅裝備的老式M60A1戰車，這些部隊為義大利陸軍的核心突擊力量，佈署於與南斯拉夫邊界相鄰的戈里齊亞峽谷一帶:65，除了主開發商奧托梅萊拉和歐霸/菲亚特外，還有248家分承包商參與生產工作:24。然而歐洲政治環境丕變，東歐劇變與蘇聯解體等事件使南斯拉夫方面的軍事威脅大為縮減，「公羊」戰車的預算被議會凍結，一直到1995年1月才重新通過9.7億美金的採購申請，且生產過程中亦遭遇技術障礙和「半人馬座」優先度較高等因素:43，導致「公羊」戰車的交付日程持續被拖延，採購數量也只縮減至主力戰車的200輛，最終於2000年採購結束、2002年7月生產完最後一輛:65。
「公羊」戰車裝備的單位包括1998年編組的第32裝甲團第3「加拉斯」（MO Galas）裝甲營（隸屬「加里波底」機械化旅，駐图里亚诺），為首支裝備「公羊」戰車的裝甲團，隨後第4裝甲團第31「安德烈尼」（MO Andreani）裝甲營（隸屬第132裝甲旅，駐佩爾薩諾）與第132裝甲團第8「塞克齊亞洛里」（MO Secchiaroli）裝甲營（隸屬第132裝甲旅，駐科爾德農斯）也陸續換裝該戰車，此外義大利陸軍騎兵學校和義大利陸軍運輸與物資學校（Scuola di trasporto e materiale dell’esercito italiano）也發配「公羊」戰車。三個團各有一個戰車營，各編有54輛該型戰車，營部2輛、營內編制4個戰車連，每連各有13輛，而連內除連部所屬1輛外，共編有3個各4輛的戰車排:43，合計162輛，其餘38輛則作訓練或儲備之用。
「公羊」戰車生產交付期間，由於國際情勢的變化，重型戰車被認為無用武之地，輕型車輛受到更多關注，便於投射來執行維和任務和不對稱戰爭，也進而導致資金短缺的義大利國防部長期不願撥款升級和更新「公羊」戰車，其裝甲部隊作戰能力和裝備維護狀況也頗為低下，義大利陸軍可運作的戰車數量在25年來減少了33%，訓練也受到嚴格限制，其裝甲部隊的最高級別訓練僅止於排級，很少有連級。義大利新聞媒體《每日事實》也引用原第132裝甲團團長墨里奇奧·帕里（Maurizio Parri）的說法，由於過去這25年來後勤與訓練僅止於維和任務，導致這兩個裝甲旅的作戰能力急遽下降。據義大利軍事觀察家提齊安諾·西奧切蒂（Tiziano Ciocchetti）於2022年7月18日的報導，在原採購的200輛「公羊」戰車僅剩30輛為狀況良好，其他僅能充作零件替換用車；另有部份車體裝甲板還因不良的焊接工作導致多次破裂，甚至出現長達2公尺的裂痕，維修工作則僅止於在表面焊接修補，以達美觀之效。2004年，義大利軍首次被佈署於國外——伊拉克，是為古巴比倫行動，2016年也參與「固有決心行動」（Operazione "Prima Parthica"）打擊伊斯蘭國:73。2014年，俄羅斯入侵烏克蘭克里米亞半島，促使義大利重新評估其防務，「公羊」戰車被佈署於拉脫維亞前線單位、擔任北約「高度戰備聯合特遣部隊」（VJTF）主力，還用於多次大型北約軍事演習，如2019年6月的「龍19」演習以及2019年9月的「銀箭」演習、2019年10月「Nasr19」演習:73-74。

## 改進型與後繼者
伊拉克服役期間，面對大量RPG-7反戰車武器和簡易爆炸裝置的威脅，「公羊」有了增強其防護力的需求:81，2000年代初，義大利陸軍對「公羊」戰車的升級型表露興趣，後繼型號被稱作「公羊2」（Ariete 2或Ariete MK2），改進包括：
- 「WAR」與「PSO」（Peace Support Operations）兩種新型模組化裝甲套件，前者裝設在炮塔與車體表面，以對抗翼穩脫殼穿甲彈這類直射穿甲火力威脅，但也使全車重量升到60噸，而後者則需要裝在前者之上，包括間隙裝甲、車底反地雷和防爆裝甲等部件，若兩種模組都加裝全車重量將上升至62.5噸，推重比降至20匹馬力/噸[25]:45。2002年欧洲国际防务展，裝備「WAR」的「公羊」戰車首次對外展出[5]。
- 替換引擎為1,600匹馬力的歐霸新式引擎
- 改進型雷射告警接收器
- 將油壓驅動炮塔迴旋系統換成電力驅動（更為安全）
- Marconi COSMO MP501改進型CPU
- 整合SICCONA戰場管理系統

然而上述升級計畫由於預算緊張，始終未能成真，直到2014年，俄羅斯入侵烏克蘭克里米亞半島，引發北約成員國重新審視其防務:1。2017年，法國與德國啟動聯合專案——「主力地面作戰系統」以開發次世代戰車，義大利雖曾多次要求加入該方案，但皆遭到拒絕:1。2019年11月，義大利國防部發布《2035年後的未來作戰環境》建軍政策白皮書，一定程度上闡述其戰車的發展路線，包括義大利陸軍將同時使用「公羊」和新式戰車、對資訊化、自動化、提昇火力精準度和無人機操作等的重視:74-76，而在同年8月2日義大利國防部與歐霸-奧托梅萊拉聯合體（Consorzio Iveco-OtoMelara，CIO）簽署了3500萬歐元的合約，將進行對「公羊」戰車進行升級與現代化的研究，目標是延續其服役壽命至2035年，是為「中期現代化計畫」（Aggiornamento Mezza Vita）。該計畫第一階段將以三年時間製造三輛現代化後的原型車，包括引擎升級至1500匹馬力、換裝大口徑（12.7毫米）M2NV機槍、已在「半人馬II型」裝甲車廣泛使用的新式傳感器、煙霧發射器、無線電設備、觀測系統、新的Renk HSWL 295TM變速箱和防雷底盤、更輕的炮塔、改進的懸掛裝置和加寬20％降低接地壓力的新履帶等:79，並將耗資9.8億歐元和10時間升級現有的125輛「公羊」戰車:79，每輛升級成本約4.21億歐元；這個決定頗受爭議，西奧切蒂撰文抨擊升級計畫不夠完善與實際，如「公羊」戰車為節省300萬歐元的成本而不裝設HITROLE遙控武器系統、乘員要操作機槍就非得將大半身體暴露於外；底部逃生門太重和開關程序複雜，即便是熟練的操作員都要花五分鐘才能開啟、升級計畫缺乏主动防护系统等等，此外義大利陸軍後勤系統有很多部份都被發配到民間企業，其成本與維修時間大增，為滿足快速修復的需求，軍隊不得不拆除現有車輛的零件替換，使可用的「公羊」戰車數量迅速減少。西奧切蒂最後總結道：升級「公羊」戰車完全是在浪費錢，因為即使計畫完成，你擁有的還是一款過時且沒用的戰車。
2023年7月，義大利國防副部長伊莎貝拉·勞蒂在議會宣佈將自2024年起耗資40至80億歐元採購100多輛豹2A8戰車，請求議會批准，同時她也聲稱目前200輛「公羊」戰車堪用的僅餘50輛，而義大利需保有超過250輛主力戰車才能滿足北約的要求，媒體則估計豹2總採購數大約在130輛左右。

## 註解
1. ↑  部份來源將其稱作第二世代主力戰車[12]。
2. ↑  另一說2002年8月[25]:43。
3. ↑  一說為12年[30]。

## 資料來源
1. 1 2 3 4 5 6 7 8 9 10 11  . www.militarytoday.com.   [2023-08-08]. （原始内容存档于2023-08-10） （英语）.
2. 1 2 3 4  张虎; 樊海刚; 赵剑锋. . 环球军事. 2005, (24). ISSN 1009-9816 （中文）.
3. 1 2 3 4  Kowak, Da. . Militarypedia. 2015-10-31  [2023-08-12]. （原始内容存档于2023-07-16） （意大利语）.
4. 1 2  . www.esercito.difesa.it.   [2023-08-12]. （原始内容存档于2023-08-12） （意大利语）.
5. 1 2 3 4 5 6 7 8 9 10 11 12  Admin, Di. . 2022-03-22  [2023-08-12]. （原始内容存档于2023-08-12） （意大利语）.
6. 1 2 3 4 5 6  . www.ferreamole.it.   [2023-08-06]. （原始内容存档于2023-07-16） （意大利语）.
7. ↑  . TankNutDave.com.   [2023-08-08]. （原始内容存档于2023-08-10） （英语）.
8. 1 2 3 4  Antill, P. . www.historyofwar.org. 2001-06-01  [2023-08-12]. （原始内容存档于2021-06-15） （英语）.
9. ↑  . www.globalsecurity.org.   [2023-08-06]. （原始内容存档于2022-08-16） （英语）.
10. 1 2 3 4 5  鄭繼文. . 全球防衛雜誌社. 1995-03. ISSN 1010-3228 （中文）.
11. 1 2 3  . www.globalsecurity.org. GlobalSecurity.org.   [2023-08-11]. （原始内容存档于2023-08-06） （英语）.
12. ↑  . www.iveco-otomelara.com.   [2023-08-11]. （原始内容存档于2019-07-04） （英语）.
13. 1 2 3 4 5 6 7 8  田蕊. . 国外坦克. 2015, (7) （中文）.
14. 1 2 3 4 5 6 7 8 9 10 11 12 13 14 15  张可. . 现代兵器. 2010, (6). ISSN 1000-7385 （中文）.
15. 1 2 3 4 5 6 7 8 9  宗嘉. . 兵器. 2016, (1). ISSN 1009-3567 （中文）.
16. 1 2  季伏枥. . 坦克装甲车辆. 2001, (1). ISSN 1001-8778 （中文）.
17. 1 2 3 4 5 6 7  王晓云. . 海事大观. 2005, (10). ISSN 1009-5586 （中文）.
18. ↑  Bocquelet, David. . tank-afv.com.   [2023-08-08]. （原始内容存档于2023-08-10） （英语）.
19. 1 2 3 4 5  Chacko, Joseph P. . Frontier India. 2022-08-05  [2023-08-12]. （原始内容存档于2023-08-13） （英语）.
20. 1 2 3 4  . www.ferreamole.it.   [2023-08-06]. （原始内容存档于2021-11-29） （意大利语）.
21. ↑  Giusti, Arturo. . Tank Encyclopedia. 2020-12-30  [2023-08-12]. （原始内容存档于2023-06-01） （英语）.
22. 1 2  Шумилин, Сергей. . naukatehnika.com. 2022-02-10  [2023-08-12]. （原始内容存档于2023-08-12） （俄语）.
23. ↑  . 2017-11-08  [2023-08-13]. （原始内容存档于2023-03-11） （意大利语）.
24. ↑  Brenci, Alessandro Maria. . Aliseo Editoriale. 2022-10-06  [2023-08-06]. （原始内容存档于2023-03-11） （意大利语）.
25. 1 2 3 4   (PDF). iveco-otomelara.com. 2020-11  [2023-08-12]. （原始内容存档 (PDF)于2023-05-29） （意大利语）.
26. 1 2  Ciocchetti, Tiziano. . Difesa Online. 2022-07-19  [2023-08-12]. （原始内容存档于2023-03-11） （意大利语）.
27. 1 2 3 4 5 6 7 8  Marrone, Alessandro; Sabatino, Ester (编).  (PDF). IAI Istituto Affari Internazionali. 2020-04, (20)  [2023-08-12]. ISSN 2280-6164. （原始内容存档 (PDF)于2023-03-28） （英语）.
28. 1 2 3 4  . www.globalsecurity.org. GlobalSecurity.org.   [2023-08-12]. （原始内容存档于2023-08-12） （英语）.
29. ↑  Grohmann, Jan. . Armádní noviny. 2022-08-04  [2023-08-13]. （原始内容存档于2023-03-23） （捷克语）.
30. 1 2 3  Ciocchetti, Tiziano. . Difesa Online. 2022-07-19  [2023-08-12]. （原始内容存档于2023-03-11） （意大利语）.
31. ↑  Ciocchetti, Tiziano. . OFCS.Report. 2023-08-05  [2023-08-13]. （原始内容存档于2023-08-06） （意大利语）.
32. ↑  . www.armyrecognition.com. 2023-03-09  [2023-03-11]. （原始内容存档于2023-06-02） （英语）.
33. ↑  . INFODIFESA. 2022-09-27  [2023-03-11]. （原始内容存档于2023-03-11） （意大利语）.
34. ↑  . www.defensemirror.com. 2023-07-14  [2023-08-13]. （原始内容存档于2023-08-13） （英语）.